# SK Olympic Handball Gymnasium
Olympic Fencing Gymnasium é uma arena esportiva localizada no Parque Olímpico em Seul, Coreia do Sul. A capacidade da arena é de 6.341 pessoas. Foi construída de setembro de 1984 a abril de 1986 para sediar os eventos de esgrima, incluindo a parte de esgrima do pentatlo moderno, nos Jogos Olímpicos de Verão de 1988. Em 2011, foi remodelada para receber apenas jogos de handebol.

## Eventos notáveis
Além de sediar eventos esportivos, a arena também já foi palco de vários concertos musicais. Destacam-se os seguintes:
- Megadeth
- Scorpions
- SS501 Showcase with Triple S - SS501 - 15 de novembro de 2008
- Super Show Tour - Super Junior The 1st ASIA Tour, - 22, 23 e 24 de fevereiro de 2008 e 3 e 4 de janeiro de 2009
- Super Show 2 Tour - Super Junior The 2nd ASIA Tour - 17, 18 e 19 de julho de 2009
- Into the New World - Girls' Generation The 1st Asia Tour - 19 e 20 de dezembro de 2009 e 27 e 28 de fevereiro de 2010